# Trlja kamenjarka
Trlja kamenjarka (lat. Mullus surmuletus) morska je riba iz porodice trlja (Mullidae). U Hrvatskoj je još poznata pod imenom trlja od kamena, barbun i trilja.

## Opis
Trlja kamenjarka ima vretenasto tijelo, neposredno iza glave najdeblje, koje se sužava od glave prema repu. Ima dvije leđne peraje, dvije bočne uz škrge i jednu trbušnu uz rep. Rep joj je žućkast i pravilnog oblika, a čine ga dvije podjednako velike peraje. U sredini repa je urez. Trlja kamenjarka ima crvenkasto smećkasta leđa s uzdužnom tamnijom crveno smeđom prugom preko bokova i tanjom žućkastom ispod bočne pruge te sedefasto bijeli trbuh. Na podbratku ima dva duguljasta pipka kojima kopa po pijesku tražeći hranu. Može narasti do 1.5 kg težine, 50 cm dužine i 10 godina starosti no takve su ipak rijetke. 

## Rasprostranjenost
Trlja kamenjarka nastanjuje obale istočnog Atlantika od obala zapadne Norveške, Engleskog kanala do Dakara uz Senegalske obale i Kanarskog otočja. Može je se naći i u Sjevernom moru ali je tamo ipak rijetka. Nastanjuje i Sredozemno te Crno more.
Trlja je raprostranjena diljem Jadrana.

## Način života i prehrana
Kamenjarka kao i sve ostale trlje život provodi uz dno gdje pronalazi hranu. Dno je pjeskovito i kamenito. Trlja kamenjarka pomoću pipaka kopajući pronalazi crviće, račiće i manje ribe zakopane dublje u pijesku. Zimi se kamenjarke drže dubine zbog hladnoće, a ljeti zalaze u plićak. Kreću se u jatima od više jedinki kao i najsrodnije im trlje blatarice.

## Razmnožavanje
Trlja spolnu zrelost dostiže kad naraste od 0.2 do 0.4 kg. Ženke su nešto veće od mužjaka. Pare se u proljeće, a ikra se brzo izleže i živi nektonski na pučini.

## Gospodarska vrijednost
Trlja kamenjarka je omanja riba, ali je izrazito cijenjena oborita riba zbog svog jedinstvenog okusa. Spominje se i opjevana je još od davnih antičkih vremena, jer se tad vjerovalo u njenu ljekovitost. Kamenjarke imaju izrazito mekano meso (mullus na latinskom znači mekan) i velike ljuske koje se lako čiste. Meso joj je najukusnije u ljetnim mjesecima i to od svibnja do rujna.

## Vanjske poveznice
|  | Zajednički poslužitelj ima još gradiva o temi Trlja kamenjarka |
|  | Wikivrste imaju podatke o taksonu Trlja kamenjarka             |